# P.A. Wilford
Die P.A. Wilford war ein belgischer Hersteller von Nutzfahrzeugen aus Antwerpen, der in Haringgrode 25 eine Werkhalle besaß. Heute befindet sich ein Wohnhaus auf dem Grundstück. Eine Verbindung zu Ateliers de Constructions Mécaniques Ch. Wilford et Fils mit dem Namen Wilford gibt es nicht.

## Unternehmensgeschichte
Wann das Unternehmen mit der Produktion begann und wann die Produktion endete, ist nicht bekannt. Ebenfalls nicht bekannt ist, ob nur Lastwagen produziert wurden. Das Unternehmen P.A. Wilford hatte Patente auf den damals neuartigen Allradantrieb, der die Traktion erhöhte, sodass schwerere Anhänger gezogen werden konnten.

## Fahrzeuge
Das Tracteur-/Zugfahrzeug entstand um 1910. Es hatte einen Vierzylindermotor mit 8143 cm³ Hubraum (Bohrung 120 mm, Hub 180 mm). Die maximale Leistung wurde bei 700/min erreicht. Das Getriebe hatte 3 Gänge. Die erzielbaren Höchstgeschwindigkeiten in den einzelnen Gängen lagen bei: 1. Gang 2 km/h, im 2. Gang 5,6 km/h und im 3. Gang 10 km/h. Im Rückwärtsgang war eine Höchstgeschwindigkeit von 2,5 km/h möglich. Das Fahrzeug hatte Allradantrieb mit Kardanwellen zu den Achsen. Durch den Allradantrieb und das hohe Fahrzeuggewicht hatte das Fahrzeug eine gute Traktion, um Anhänger mit 20 Tonnen Gewicht zu ziehen. 8 Tonnen Gewicht bis zu einer Steigung von 8 % waren ebenso möglich. Der Wendekreis lag bei 9 m. Das Fahrzeug selbst war ungewöhnlich rechteckig und hatte zwei Stoßstangen, die ähnlich wie Blattfedern ausgeführt waren. Die Kühlung war abweichend vom Standard auf dem Dach untergebracht. Um die Kühlwirkung zu verbessern, wurde über eine senkrechte Welle, die vom Motor angetrieben wurde, ein Lüfter unter dem Dach angetrieben. Der Fahrer hatte seinen Platz hinten links. Der Tank war an der Heckwand untergebracht. Das Fahrzeug wurde bei der belgischen Armee eingesetzt.